# Забравените (филм, 1950)
Вижте пояснителната страница за други значения на Забравените.
„Забравените“ (на испански: „Los olvidados“) е мексикански драматичен филм от 1950 година на режисьора Луис Бунюел, по негов сценарий в съавторство с Луис Алкориса.
В центъра на сюжета се няколко деца от беден квартал на Мексико, въвлечени в престъпни действия от обществената среда. Главните роли се изпълняват от Алфонсо Мехия, Роберто Кобо, Мигел Инклан, Естела Инда.
През 1951 година „Забравените“ получава наградата за най-добра режисура на Филмовия фестивал в Кан.

## Сюжет и стил
Филмът разказва за улична банда от деца, която тероризира своя бедняшки квартал, като в един случай се гаври със слепец, а в друг нападат човек без крака, придвижващ се с количка, която те блъскат надолу по улицата. Филмовият историк Карл Мора казва за „Забравените“, че режисьорът „изобразява бедността по коренно различен начин от традиционните форми на мексиканската мелодрама. Бунюеловите деца от улицата не са „облагородени“ от своята отчаяна борба за оцеляване; те са всъщност безмилостни хищници, които с нищо не са по-добри от своите също толкова деромантизирани жертви.“

## Продукция
Търговският успех на предишния му филм „Празноглавецът“ (1949) дава възможност на Бунюел да поиска от Оскар Дансихерс, продуцента, с когото работи по това време, да спази обещанието си при успешен филм да му гарантира свобода на действие за следващия филмов проект. Осъзнавайки, че Дансихерс не е склонен към експерименти, особено към финансови рискове, Бунюел му предлага комерсиален проект, озаглавен „¡Mi huerfanito jefe!“ за малолетен уличен продавач, който не успява да продаде последния си лотариен билет, но той се оказва печеливш и го прави богат. Дансихерс е отворен към тази идея, но сам предлага да направят „нещо по-сериозно“. По време на своите проучвания в предградията на Мексико Бунюел е попада на дописка във вестник за тялото на дванадесетгодишно момче, открито на сметище, и тя става вдъхновение и източник на финалната сцена за „Забравените“. Филмът е създаден бързо (18 дни) и евтино (450 хиляди песо), като хонорарът на Бунюел е еквивалентът на 2 хиляди долара.

## Отзвук
Още по време на самата продукция на „Забравените“ някои членове на екипа се противопоставят на проекта по различни начини – техник пита Бунюел защо не направи „истински“ мексикански филм, „вместо отвратителен филм като този“, фризьорката напуска при сцената, в която майката на един от героите отказва да му даде храна, друг сътрудник убеждава Бунюел да спре да снима в „това сметище“, отбелязвайки че има много „хубави жилищни квартали, като Ломас“, а Педро де Урдималас, който работи по сценария, отказва да включат името му във финалните надписи.
Враждебността към филма се усеща и при неговата премиера в Мексико на 9 ноември 1950 година, когато той е приет от мнозина за обида към нацията. Шок сред публиката предизвиква сцената, в която един от героите поглежда право в камерата и хвърля по нея развалено яйце. В своите спомени Бунюел твърди, че след първата прожекция съпругата на художника Диего Ривера отказва да говори с него, а тази на поета Леон Фелипе се налага да бъде удържана да не го нападне физически. Появяват се дори призиви за отнемане на мексиканското му гражданство. Дансихерс, опасявайки се от пълен провал на филма, бързо поръчва нов хепиенд, както и пролог със сцени от Ню Йорк, Лондон и Париж и разсъждения зад кадър за скрития зад блясъка на големите градове свят на бедност и за това, че Мексико, „този голям модерен град, не е изключение“. Въпреки това посещаемостта е толкова слаба, че той трябва да изтегли филма от кината само три дни след премиерата.
Само с упоритите усилия на писателя и бъдещ нобелов лауреат Октавио Пас, който по това време е на дипломатическа служба, „Забравените“ е избран да представлява Мексико на Кинофестивала в Кан през 1951 година, където Пас лично рекламира филма, публикувайки специален манифест и разнасяйки плакат пред киносалона по време на представянето му. Отзивите за филма в Кан са положителни, а сюрреалисти, като Андре Бретон и Жак Превер, и други изявени интелектуалци, като Марк Шагал и Жан Кокто, реагират с голям ентусиазъм. В същото време комунистите го критикуват заради сцената, в която полицай предотвратява сексуално насилие над дете. На фестивала Бунюел печели наградата за режисура и наградата на ФИПРЕСИ. След този успех филмът отново е пуснат за прожекции в Мексико, които продължават два месеца с много по-голям успех.